# 高閭
高 閭（こう りょ、生年不詳 - 502年）は、北魏の官僚。字は閻士。もとの名は驢。本貫は漁陽郡雍奴県。

## 経歴
高洪の子として生まれたが、幼くして父を失った。若くして学問を好み、経書や史書を広く読み、文才にすぐれた。448年（太平真君9年）、平城に召されて中書博士に任じられた。465年（和平6年）、中書侍郎に転じた。ときに文成帝が死去すると、乙渾が北魏の朝廷を専断するようになった。466年（天安元年）、文明太后が乙渾を処断すると、高閭と中書令の高允を禁中に召し出して、臨朝称制の体勢を整えた。高閭は安楽子の爵位を受け、南中郎将の任を加えられた。鎮南大将軍尉元が徐州の救援に向かうと、高閭が先に彭城に入り、管弦楽器を保護した。尉元の上表を受けて、高閭は本官のまま東徐州刺史を兼ね、張讜とともに団城に駐屯した。後に都の平城に帰還すると、功績により爵位は侯に進み、昭武将軍の号を加えられた。
471年（皇興5年）、献文帝が孝文帝に譲位し、崇光宮に居を移すと、高閭は上表してその徳を讃えた。高允の推挙により、高閭は献文帝に知られるところとなり、たびたび引見を受けて、政治の議論に参加した。献文帝の命を受けて、北伐を讃える碑の文章を作ると、鹿苑に立てられた。476年（承明元年）、中書令となり、給事中の任を加えられ、国政の機密を委ねられた。文明太后は高閭を重用して、命令の文書や碑銘の賛頌はみな高閭の文章を採用した。
479年（太和3年）、淮北への征討がおこなわれるにあたって、高閭は4つの疑念を上表して反対したが、文明太后は聞き入れなかった。
高閭は尚書中書監に転じた。淮南王拓跋他が旧制に従って禄を廃止するよう求めると、文明太后は群臣たちを召し出して議論させた。高閭は禄の廃止に反対し、孝文帝により高閭の意見が採用された。
高閭は六鎮の北に長城を築いて北方防衛の要害とし、平城の近郊に征北大将軍府を立てて6万人を動員するよう上表した。
孝文帝が群臣たちを召し出して、柔然に対する戦略を議論させた。穆亮が主戦論を展開したのに対して、高閭は南朝との対峙の情勢をみて、深入りを避けるよう言上した。
490年（太和14年）秋、少雨による凶作で飢饉が懸念されたことから、高閭は関所を開いて禁制を緩め、租税を軽くし、穀物の買い占めを規制するよう上表した。孝文帝は高閭の意見を容れて、官に命じて施行させた。
後に高閭は太常として雅楽を採集して金石に刻んだ。さらには広陵王元羽の師をつとめた。鎮南将軍・相州刺史に任じられて出向した。高閭は南朝斉を討つ策を上疏して、孝文帝に聞き入れられた。洛陽に遷都するにあたって、高閭は遷都に十損のあることを上表して諫めたが、聞き入れられないと知ると鄴への遷都を願い出た。孝文帝はこの変節を嫌った。
494年（太和18年）、斉の雍州刺史の曹虎が襄陽で降伏を願い出たため、孝文帝は劉昶・薛真度らに命じて4道に分かれて南征させ、帝自らも懸瓠に進出した。高閭は「曹虎は人質を出しておらず、必ずや本気で降伏したものではありますまい。軽挙してはいけません」と上表して諫めたが、孝文帝は聞き入れなかった。495年（太和19年）、曹虎の降伏はやはり偽りだったため、諸将は戦功を挙げることなく帰還した。孝文帝は鍾離を攻めて落とせなかったことから、淮南の旧城を修築して駐屯地を置き、新たに帰順した民を現地で安堵させようとした。高閭は新たに帰順した民衆や官吏たちを淮北に移すよう上表した。
孝文帝が南征に挫折して石済まで帰ると、高閭は行宮に参朝して、江南を中国とみなさない中国論を展開して帝を慰めた。孝文帝が鄴に入ると、帝はたびたび相州の館に行幸し、高閭の忠勤に報賞を与えた。
高閭は平北将軍・幽州刺史となった。諸州の従事を廃止し府に置かれる参軍で代替させた施策が芳しくなかったとして、高閭はもとに戻すよう上表したが、孝文帝は喜ばなかった。1年あまりして、高閭は上表して致仕を願い出たが、孝文帝は許可しなかった。高閭は洛陽に召還されて太常卿とされた。497年（太和21年）、孝文帝が漢水の北の地域を平定するべく親征の軍を発すると、高閭は上表して軍を返すよう諫めたが、帝は聞き入れなかった。南陽・新野が平定されると、孝文帝は高閭に璽書を与え、高閭は上表して陳謝した。
宣武帝が即位すると、高閭は官を退きたいと重ねて上表した。帝はこれを許可し、高閭は光禄大夫の位を受けて致仕した。502年（景明3年）10月、家で死去した。503年（景明4年）3月、鎮北将軍・幽州刺史の位を追贈された。諡は文侯といった。

## 子女
- 高元昌（長子、襲爵、遼西博陵二郡太守）
- 高定殷（中塁将軍・漁陽郡太守）
- 高幼成（員外郎。文才があったが、言行が常軌を逸しており、奴に殺害された）

## 伝記資料
- 『魏書』巻54 列伝第42
- 『北史』巻34 列伝第22